# Lisa Whelchel
Lisa Whelchel (Littlefield, Texas 29 de maio de 1963), é uma escritora e atriz americana da série para TV The Facts of Life. Nos anos 70, participou do Clube do Mickey. Em 2012, participou da vigésima-quinta temporada do reality show Survivor, Survivor: Philippines, na qual ficou em segundo lugar.